# Robert Noyce

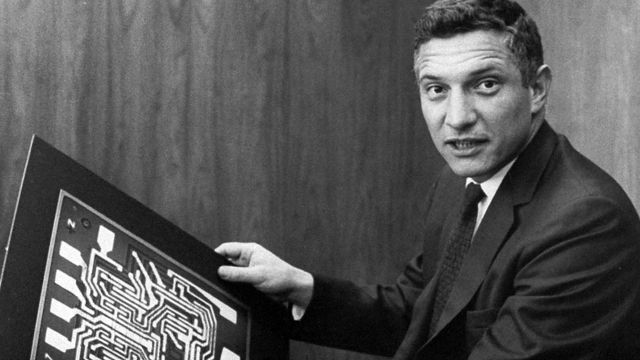
Robert Noyce (1959)

Robert Norton Noyce (* 12. Dezember 1927 in Burlington, Iowa; † 3. Juni 1990 in Austin, Texas), genannt englisch The Mayor of Silicon Valley „Der Bürgermeister des Silicon Valley“, war 1957 Mitgründer von Fairchild Semiconductor und 1968 von Intel. Er war 1969 auch Gründungsanleger von AMD. Außerdem gilt er, neben Jack Kilby, als Erfinder der integrierten Schaltung.

## Leben
Seinen Bachelor in Physik erhielt er 1949 am Grinnell College, seinen Ph. D. 1953 am Massachusetts Institute of Technology.
Als Student am Grinnell College stahl Noyce von einem nahen Bauernhof ein Schwein und schlachtete es für ein College-Lūʻau. Dieser Vorfall führte dazu, dass Noyce beinahe exmatrikuliert wurde, nur das Einschreiten eines Physikprofessors verhinderte das.
Nach seiner Promotion am MIT nahm er eine Anstellung als Forschungsingenieur bei Philco Corporation in Philadelphia, Pennsylvania, an. Er verließ Philco 1956, um bei William B. Shockley im Shockley Semiconductor Laboratory von Beckman Instruments zu arbeiten. Nach internen Meinungsverschiedenheiten verließ er bereits 1957 als einer der so genannten Traitorous Eight das Shockley Semiconductor Laboratory und gründete zusammen mit den anderen Traitorous Eight Fairchild Semiconductor.
Bei Fairchild Semiconductor gelang es Robert Noyce 1959, den ersten monolithisch gefertigten integrierten Schaltkreis herzustellen. Die Erfindung beruhte hauptsächlich auf der von Jean Hoerni (Fairchild) entwickelten Planartechnik, mit der erstmals mehrere Transistoren, Dioden und Widerstände auf einem Silizium-Substrat („Chip“) platziert werden konnten. Für die Herstellung wurden bereits fotolithografische Verfahren und Diffusionsprozesse genutzt, die Fairchild Semiconductor kurz zuvor für die Herstellung des ersten modernen Diffusions-Bipolartransistors in Planartechnik entwickelt hatte. Die Erfindung des integrierten Schaltkreises wird aber nicht Noyce allein zugeschrieben. Auch Jack Kilby (Texas Instruments) entwickelte in dieser Zeit unabhängig von Fairchild eine ähnliche Idee, vgl. Integrierte Schaltkreise im Artikel Mikroelektronik. Das Entscheidende an Noyce’ Erfindung war die komplette Fertigung der Bauelemente einschließlich Verdrahtung auf einem Substrat; im Gegensatz zu dem Ansatz von Kilby, der noch Drähte zur Verbindung der Bauelemente nutzte. Dennoch siegte Texas Instruments nach einem jahrelangen Rechtsstreit mit Fairchild, in dem es unter anderem um aus den Erfindungen hervorgehende Lizenzen ging.
1968 verließ er Fairchild Semiconductor und gründete mit Gordon E. Moore Intel.
„Für die Führung in Forschung, Entwicklung und Herstellung von Halbleiterbauelementen“ (“For leadership in research development and manufacture of semiconductor devices”) erhielt er 1966 den IEEE Fellow Award. Weitere Auszeichnungen waren unter anderem die IEEE Medal of Honor (1978), der Cledo Brunetti Award und die Stuart Ballantine Medal (Franklin Institute, 1966) sowie die National Medal of Science (1979). 1980 wurde er sowohl in die American Academy of Arts and Sciences als auch die National Academy of Sciences aufgenommen.
Das Gebäude des Firmensitzes von Intel in Santa Clara, Kalifornien, ist nach ihm benannt (Robert Noyce Building); ebenso das Gebäude der Naturwissenschaftlichen Abteilung des Grinnell College (Robert N. Noyce '49 Science Center).
Noyce starb 1990 im Alter von 62 Jahren an einem Herzinfarkt. Er hinterließ die Noyce Foundation (dt. ‚Noyce-Stiftung‘). Diese wird momentan von seiner Tochter Penny Noyce, ihrem Mann Leo Liu und ihrem Sohn Owen Liu geführt. Jack Kilby hatte für die Erfindung des integrierten Schaltkreises im Jahr 2000 den Nobelpreis für Physik erhalten. Diese Ehre blieb Noyce verwehrt, da der Preis nicht posthum vergeben wird.
Ihm zu Ehren vergibt das IEEE die Robert N. Noyce Medal.